# Луций Вителий (консул 48 г.)
Луций Вителий (на латински: Lucius Vitellius; * 16; † 69) e политик на Римската империя и брат на император Авъл Вителий.

## Биография
Той е син на Луций Вителий и Секстилия. Женен е за Юния Калвина, потомка на Август, от която през 49 г. се развежда, за да се ожени за Триария.
През юли – декември 48 г. Луций e суфектконсул заедно с Месала Випстан Гал на мястото на брат си по-късният император Авъл Вителий. През 61/62 г. става проконсул на провинция Африка.
През 69 г. той е в Рим и придружава с други сенатори император Отон в Мутина. След битката при Бедриакум, при която Авъл Вителей побеждава Отон (14 април 69 г.), Луций отива бързо от Бонония в Лугдунум, където се намира брат му. Луций помага на брат си по време на неговото господство. Луций е изпратен в Кампания, където обсажда и унищожава Тарачина. Брат му Авъл е смъкнат от трона и убит. Луций тръгва към Рим и в Бовиле е заловен и по-късно по нареждане на Веспасиан убит.